# Ёсида, Сигэру
Сигэру Ёсида (яп. 吉田 茂 Ёсида Сигэру, 22 сентября 1878, Йокосука, Япония — 20 октября 1967, Токио, Япония) — японский государственный деятель, премьер-министр Японии (1946—1947 и 1948—1954). С его именем связывают начало послевоенного подъёма Японии, позволившего ей занять своё место в мире в качестве одной из ведущих экономических держав.

## Биография

### Ранние годы и образование
Его отец, Такэути Цуна, был самураем из клана Тоса, предпринимателем и политиком, в 1890 году он был избран депутатом первого национального парламента, его мать была гейшей.  Незадолго до его рождения отец был арестован за политическую деятельность. В августе 1881 года его усыновили друг его отца, богатый иокогамский купец Кэндзо Ёсида и его жена Котоко, которые были бездетными. В 1889 году Ёсида умер и Сигеру унаследовал значительное состояние. 
Проходил обучение в академии, управляемой преподавателем этики наследного принца в Токио, и некоторое время учился в Университете Кейо и Токийской физической школе (ныне Токийский научный университет). В 1897 году он поступил в престижную школу пэров, которая готовила представителей элиты к государственной службе, продолжил обучение в колледже для дипломатов. В 1906 году он окончил Токийский императорский университет и поступил на службу в Министерство иностранных дел. 

### Дипломатическая служба. Вторая мировая война
В ноябре 1906 года он работал в японской миссии в Тяньцзине, в 1907 году — генеральным консулом в Фэнтяне (впоследствии Шэньян). В 1909—1912 годах служил в посольстве Японии в Италии, в 1912—1916 годах работал в японской администрации в Корее, в 1918 году — в китайском Цзинане. В 1919 году он был членом японской делегации на Парижской мирной конференции. В 1920 году он был назначен первым секретарем посольства Японии в Великобритании. В 1922 году он вернулся в Китай и служил до 1925 года в Тяньцзине, в 1925—1928 годах он вновь занимал пост генерального консула в Фэнтяне. 
В 1928 году он непродолжительное время был послом в Швеции, Норвегии и Дании, после чего с 1928 по 1930 годы находился на должности заместителя министра иностранных дел. В 1930 году, после того как военные наложили вето на его назначение министром иностранных дел, он был назначен послом в Италии, а с 1936 по 1938 год являлся послом в Соединенном Королевстве. В течение 1930-х годов он поддерживал усиление японского влияния в Китае и выступал за независимость Маньчжурии и Монголии, чтобы ослабить Китайскую Республику. В 1938 году он покинул дипломатическую службу в знак протеста против дальнейшей милитаризации Японии.
Занимая жёсткую позицию в отношении Китая, он был категорически против войны с Соединенными Штатами и Великобританией. Несмотря на то, что он не занимал официальных постов во время Второй мировой войны, он активно пытался предотвратить войну с союзниками. Непосредственно перед началом войны на Тихом океане он присоединился к Фумимаро Коноэ, который безуспешно пытался изменить ситуацию. Во время войны продолжал общаться с Коноэ, пытаясь заставить правительство договориться о мире с союзниками. В апреле 1945 года он был арестован и ненадолго заключен в тюрьму за связь с принцем.

### Послевоенное время. Премьер-министр Японии
После окончания Второй мировой войны Япония была оккупирована войсками США. В конце 1945 года он несколько месяцев провёл в тюрьме, затем вступил во вновь образованную Либеральную партию, победившую на всеобщих выборах 1946 года. В мае того же года после введения санкций в отношении Итиро Хатоямы он был назначен премьер-министром Японии. Одновременно до 1947 года продолжил занимать пост министра иностранных дел, на который был назначен в сентябре 1945 года.
Его проамериканские и пробританские воззрения и знание системы западных обществ, полученные благодаря образованию и политической работе за рубежом, сделали его идеальным кандидатом в глазах оккупационных властей. Во время его первого срока в Японии была начата земельная реформа и принята новая Конституция, отразившая послевоенные реалии. Страна официально сменила своё название — с «Великая Японская империя» на «Государство Япония» и провозгласила пацифизм базовым принципом своей внешней политики. Также началось восстановление своей инфраструктуры и экономики, сильно пострадавших в годы войны.
В 1948—1954 годах вновь занимал пост премьер-министра Японии. В 1951 году он подписал Сан-Францисский мирный договор. Япония отказывалась от своих колониальных владений, Южного Сахалина, Курильских островов, Южного Тихоокеанского мандата, претензий на Антарктиду, островов Спратли, Парасельских и Пескадорских островов (Пэнху). В то же время, согласно договору, Япония не утрачивала острова Лианкур (позже объявленные Южной Кореей своей территорией), в силу чего японское правительство доселе считает их своим достоянием. После подписания договора оккупация Японии закончилась и она вновь стала суверенным государством. Сформулированный им политический курс делал акцент на экономическом возрождении Японии и опору на военную защиту Соединенных Штатов при сохранении независимости в иностранных делах, стал называться «доктриной Ёсиды» и определял внешнюю политику Японии в эпоху «Холодной войны» и по ее окончании. 
Согласно материалам ЦРУ, которые были рассекречены в 2005 году, в 1952 году существовал заговор во главе с бывшим офицером императорской армии Такусиро Хаттори с целью убийства премьер-министра и его замены на Итиро Хатояму. Недовольство его руководством привела к тому, что многие члены Палаты представителей перешли из его партии в новую Демократическую партию, в результате чего под угрозой выражения вотума недоверия в декабре 1954 года его кабинет министров ушел в отставку. При этом он сам сохранял депутатский мандат до 1963 года.

### В отставке
Являлся президентом Японской ассоциации зоопарков и аквариумов. Активно занимался воспитанием своего внука Таро Асо. Опасаясь, что внук станет «слишком американизированным», он в 1965 году настоял на его переходе из Стэнфордского университета в Лондонский. Асо являлся 92-м премьер-министром Японии (2008—2009).
Перед смертью принял крещение, поскольку скрывал свою приверженность католицизму на протяжении большей части своей жизни. Его похороны проходили в Соборе Пресвятой Девы Святой Марии в Токио. Ёсида Сигэру стал первым бывшим премьер-министром в послевоенное время, после смерти которого прошли государственные похороны.

### Литературное наследие
Опубликованные работы политика включают 159 книг в 307 публикаций на 6 языках, его работы можно найти в коллекциях 5754 библиотек по всему миру.
Среди наиболее значимых:
- «Мемуары Ёсиды: История Японии в кризисе»; 15 изданий, опубликованных в период с 1957 по 1983 год на английском и японском языках
- «Решающий век Японии, 1867—1967» (1967) на английском языке
- «Ёсида Сигэру: последний герой Мэйдзи» (2007)

## Награды и звания
- Большой крест ордена Восходящего солнца (1940)[5]
- Высший орден Хризантемы с большой лентой (1964)
- Высший орден Хризантемы с цепью (1967, посмертно)
- Высший придворный ранг (Junior First Rank) (1967, посмертно)
- Премия Золотого фазана Ассоциации скаутов Японии (1967)